# Метц, Крисси
Кристи́н Мише́ль Метц (англ. Christine "Chrissy" Michelle Metz, род. 29 сентября 1980, Хомстед) — американская актриса и певица. Наиболее известна по роли Кейт в телесериале «Это мы».

## Биография
Метц родилась в Хомстеде, штат Флорида, но детство провела в Японии, где её отец служил в ВМС США; позже она переехала в Гейнсвилл, штат Флорида.
В 2008—2015 годах Метц была замужем за сценаристом и режиссёром Мартином Иденом. В феврале 2017 года стало известно, что она встречается с оператором Джошем Стэнсилом.

## Фильмография
| Год       |    | Русское название                      | Оригинальное название             | Роль           |
| --------- | -- | ------------------------------------- | --------------------------------- | -------------- |
| 2005      | с  | Красавцы                              | Entourage                         | кассирша       |
| 2005      | с  | Всё о нас                             | All of Us                         | Руби           |
| 2007      | ф  | Однажды в Лос-Анджелесе               | Loveless in Los Angeles           | Бонни          |
| 2008      | ф  | Луковые новости                       | The Onion Movie                   | полная девушка |
| 2008      | с  | Меня зовут Эрл                        | My Name Is Earl                   | Чанк           |
| 2009      | тф | Решение Чарли                         | Solving Charlie                   | Мэгги Хармон   |
| 2010      | с  | Пухлики                               | Huge                              | Шошанна        |
| 2014—2015 | с  | Американская история ужасов: Фрик шоу | American Horror Story: Freak Show | Барбара        |
| 2016—2022 | с  | Это мы                                | This Is Us                        | Кейт Пирсон    |
| 2019      | ф  | Прорыв                                | Breakthrough                      | Джойс Смит     |